# Dorothy Poynton-Hill
Dorothy Poynton-Hill (Salt Lake City, Estados Unidos, 17 de julio de 1915-18 de mayo de 1995) fue una clavadista o saltadora de trampolín estadounidense especializada en plataforma de 10 metros, donde consiguió ser campeona olímpica en 1932 y en 1936.

## Carrera deportiva
En las Olimpiadas de 1928 celebradas en Ámsterdam ganó la medalla de plata en el trampolín de 3 metros; cuatro años después, en las Olimpiadas de 1932 celebradas en Los Ángeles ganó el oro en la plataforma de 10 metros; y otros cuatro años más tarde, en los Juegos Olímpicos de 1936 celebrados en Berlín (Alemania) ganó la medalla de oro en los saltos desde la plataforma de 10 metros, con una puntuación de 33 puntos, por delante de su paisana estadounidense Velma Dunn y de la alemana Käthe Köhler; y también ganó el bronce en el trampolín de 3 metros.